# Azadkənd (Saatlı)
Azadkənd è un comune dell'Azerbaigian situato nel distretto di Saatlı.